# 苏尔茨巴赫-罗森贝格附近诺伊基兴
苏尔茨巴赫-罗森贝格附近诺伊基兴是德国巴伐利亚州的一个市镇。总面积45.75平方公里，总人口2652人，其中男性1359人，女性1293人（2011年12月31日），人口密度58人/平方公里。